# Тет (місто)
Тет (угор. Tét) — місто в медьє Дьйор-Мошон-Шопрон в Угорщині.
Населення 3976 осіб (2010). Площа міста — 56,35 км². Щільність населення — 70,56 чол./км².

## Історія
Назва, очевидно, пов'язана з ім'ям першого власника. Вперше згадується в 1269 році в договорі дарування Бели IV.
З 2001 року має статус міста.

## Галерея

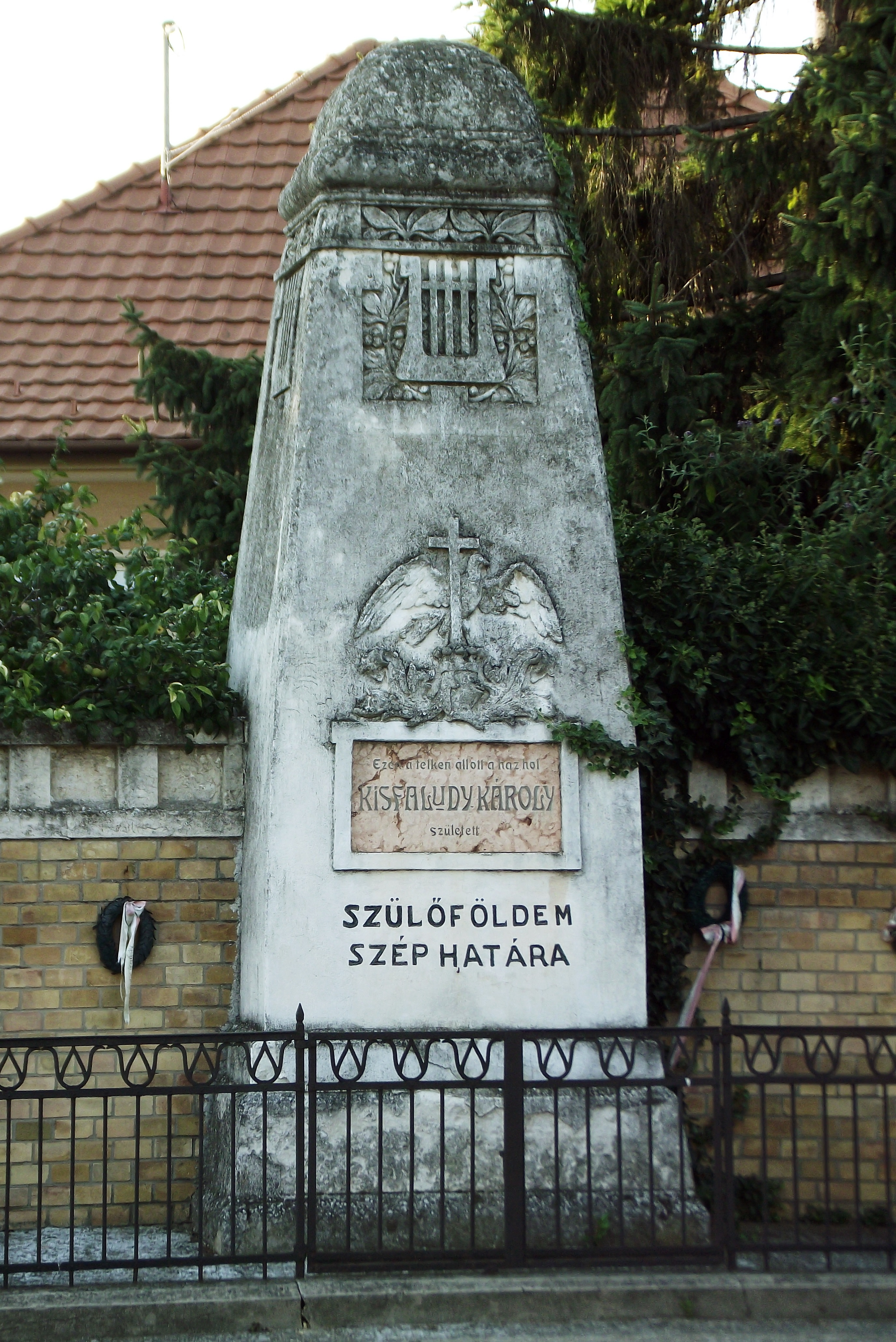
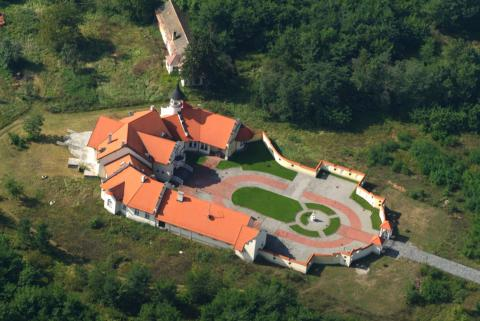
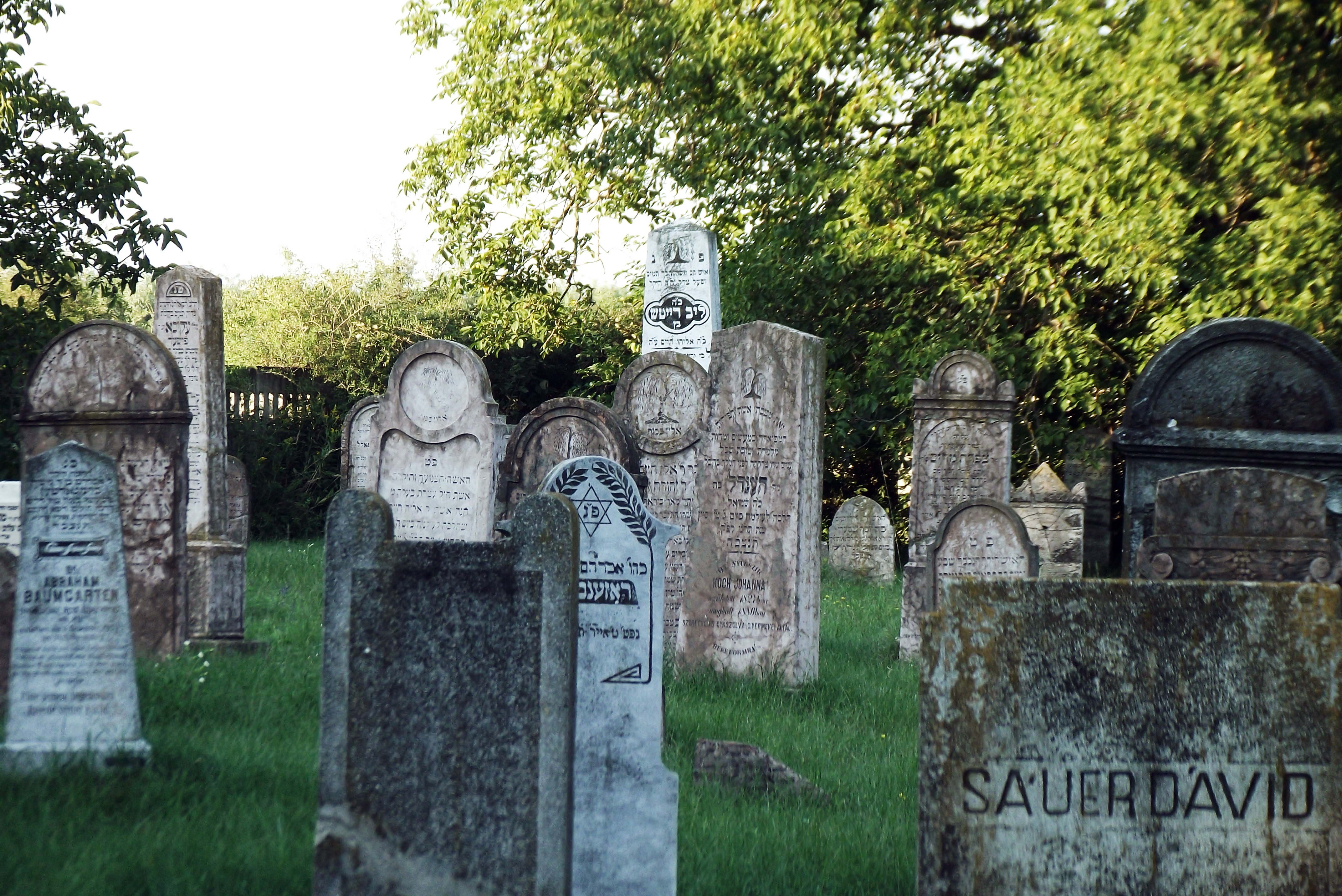

## Відомі жителі
- Карой Кішфалуді (1788—1839) — угорський драматург. Народився в селищі Тет.
- Шандор Кішфалуді (1772—1844) — угорський поет і драматург. Жив в селищі Тет.